# Cobitis levantina
Cobitis levantina är en fiskart som beskrevs av Friedhelm Krupp och Moubayed 1992. Cobitis levantina ingår i släktet Cobitis och familjen nissögefiskar. IUCN kategoriserar arten globalt som sårbar. Inga underarter finns listade i Catalogue of Life.